# فردودگاه تکبانده رد دیر/سوث ۴۰
فردودگاه تکبانده رد دیر/سوث ۴۰ (به انگلیسی: Red Deer/South 40 Airstrip) یک فرودگاه خصوصی است که یک باند فرود چمن دارد و طول باند آن ۶۳۹ متر است. این فرودگاه در کشور کانادا قرار دارد و در ارتفاع ۹۳۰ متری از سطح دریا واقع شده است.